# جان دیویس (بازیکن فوتبال)
جان دیویس (انگلیسی: John Davies؛ ۱ ژوئیه ۱۸۸۱ – ') ورزشکار فوتبال اهل بریتانیا بود.
از باشگاه‌هایی که در آن بازی کرده‌است می‌توان به باشگاه فوتبال بلکپول و باشگاه فوتبال لیورپول اشاره کرد.